# Тюлень-монах гавайський
Гавайський тюлень-монах (Monachus schauinslandi або Neomonachus schauinslandi) — морський ссавець триби Монах (Monachus) з родини Тюленеві (Phocidae) ряду Хижих (Carnivora), ендемік Гавайських островів.
Гавайський тюлень-монах — один із двох наразі існуючих видів триби тюлень-монах. Другий вид — тюлень-монах звичайний. Ще один вид (тюлень-монах карибський) вважається вимерлим.
Гавайський тюлень-монах — єдиний вид тюленів на Гавайських островах.

## Етимологія
Гавайською цей тюлень називається ʻIlio-holo-i-ka-uaua («собака, що порається в бурхливій воді»). Наукова назва виду походить від прізвища німецького вченого Hugo Hermann Schauinsland, який виявив череп тюленя на острові Лайсан у 1899 році Назва «тюлень-монах» пов'язана зі складками шкіри на його голові, що нагадують капюшон ченця, а також із тим, що більшу частину часу вони проводять поодинці або в невеликих групах.

## Зовнішній вигляд
Довжина тіла — приблизно 225 см. Забарвлення дорослих самців на спині темно-коричневе або темно-сіро-коричневе, з білим або жовтувато-білим відтінком на череві. Самиці світліші і, як правило, більші за самців.

## Ареал
На початок ХХІ століття невеликі групи Monachus schauinslandi існують на північно-західних атолах Гавайських островів: Куре, Перл-енд-Хермес, Лисянського, Лайсан, Френч-Фрігейт-Шолс, Мідуей. В історичний час населяли також узбережжя островів головної групи Гавайського архіпелагу: Кауаї, Ніїхау, Оаху і Гаваї.
З 1958 по 1996 роки чисельність тюленів скоротилася на 60 %. До 2004 року їх чисельність скоротилася до 1400 особин. У минулому зниження чисельності було в основному пов'язано з перепромислом. В даний час основними факторами, що впливають на скорочення популяції, є порушення спокою тюленів під час розмноження і загибель при попаданні в рибальські тенета.
Охороняються державою у заповіднику Папаханаумокуакеа.

## Еволюція та міграція
Еволюційна історія Monachus schauinslandi є вельми суперечливою, існує кілька гіпотез щодо філогенетичного зв'язку з іншими тюленями. Через відсутність викопних решток зв'язки Monachus schauinslandi з іншими тюленями прослідкувати важко.
Ґрунтуючись на скелетній і судинній анатомії, Monachus schauinslandi вважається найпримітивнішим серед сьогоденних тюленів. Всі три види роду Monachus виникли у Північній Атлантиці. Monachus schauinslandi відокремився від його родичів близько 15 мільйонів років тому
Згідно з даними розповсюдженими Національним управлінням океанічних і атмосферних досліджень Гавайські острови є домівкою Monachus schauinslandi вже мільйони років. Можливо Monachus schauinslandi мігрували на Гаваї 4-11 мільйони років тому через відкритий водний прохід між Північною і Південною Америкою — Центральноамериканським морським шляхом. Панамський перешийок закрив цей шлях близько 3 мільйонів років тому

## Спосіб життя і харчування
Екологія схожа з екологією Monachus monachus. Харчуються різними рифовими і придонними рибами, а також головоногими молюсками.

## Соціальна структура і розмноження
Самиці гавайського тюленя-монаха мають розтягнутий період дітонародження з грудня по серпень з піком у квітні — травні. Довжина немовляти близько 125 см, маса 16 кг. Чорний м'який волосяний покрив через 3-5 тижнів після народження замінюється сріблясто-сіро-блакитним на спині і сріблясто-білим на череві. Самиці приносять дитинчат у середньому раз на два роки. Линька тюленів відбувається з травня по листопад, в основному в липні.